# Bażyna

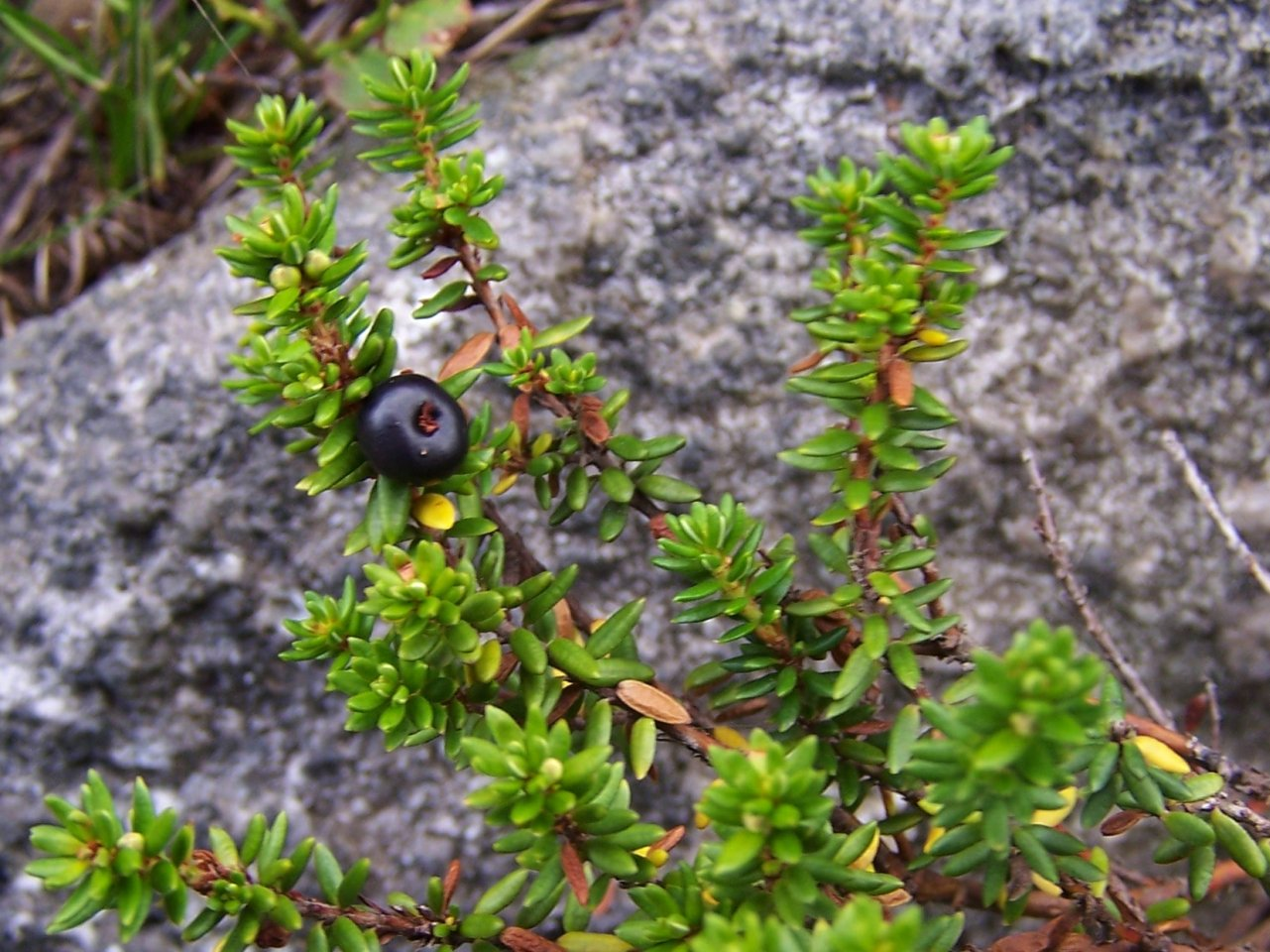
Bażyna czarna

Bażyna (Empetrum L.) – rodzaj krzewinek należących do rodziny wrzosowatych (Ericaceae Juss.). Występuje na półkuli północnej w strefie klimatu umiarkowanego (tu zwykle w górach) i chłodnego oraz na południowych krańcach Ameryki Południowej (tam tylko jeden gatunek – Empetrum rubrum). W Polsce występuje bażyna czarna (Empetrum nigrum) i bażyna obupłciowa (Empetrum hermaphroditum), przy czym ta ostatnia często ujmowana jest jako podgatunek bażyny czarnej. Gatunkiem typowym jest bażyna czarna (Empetrum nigrum). Łączna liczba gatunków w zależności od ujęcia systematycznego (koncepcji podziału) waha się od 3 do 18.

## Morfologia
PokrójKrzewinki z pędami płożącymi się, podnoszącymi się na końcach, gęsto rozgałęzionymi, drewniejącymi. O długości do 1 m.
LiścieUlistnienie skrętoległe lub okółkowe. Liście zimotrwałe, twarde. Blaszka liściowa osadzona na bardzo krótkim ogonku, z wierzchu połyskująca lub matowa, równowąska, lancetowata lub jajowata, całobrzega i silnie wzdłuż krawędzi podwinięta.
KwiatyObu- lub jednopłciowe, drobne, wyrastające pojedynczo lub w skupieniach po 2 lub 3 w kątach liści na górnych, wzniesionych częściach pędów. Kwiaty są promieniste, działki kielicha 3 podłużne, płatki korony także 3, białe (według niektórych ujęć płatków brak i wszystkie listki okwiatu to działki kielicha). Pręcików od 2 do 6, w kwiatach tylko męskich zwykle 3. Zalążnia górna z 6–9 zalążkami, słupek pojedynczy z rozgałęzionym znamieniem na 6–12 łatek.
OwocKuliste, mięsiste pestkowce. U nasady z trwałymi, przylegającymi działkami kielicha. Owocnia ma kolor czerwony lub czarny po dojrzeniu. Owoce zawierają 6–9 owalnych nasion.

## Systematyka

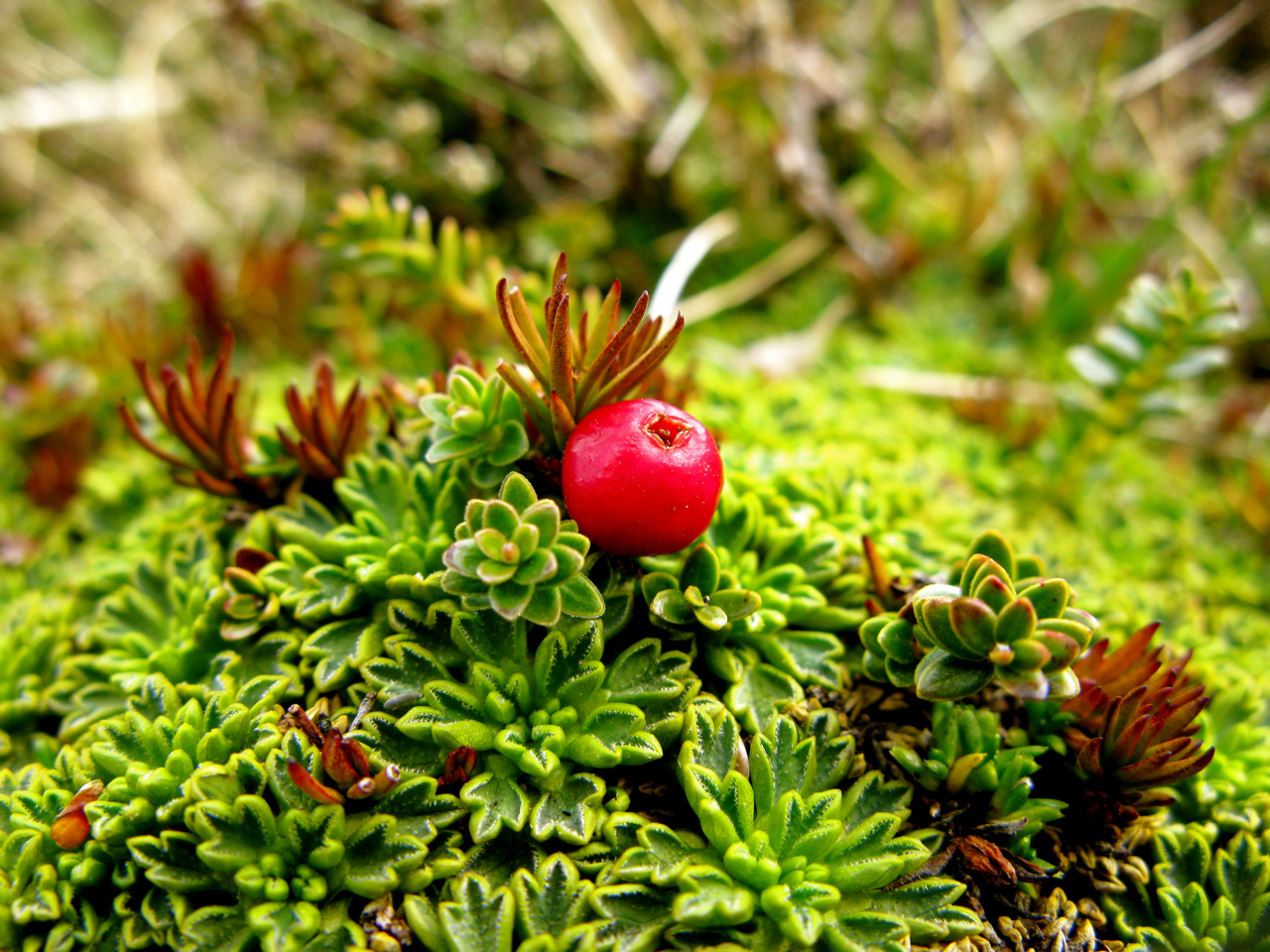
Empetrum rubrum

Synonimy
Chamaetaxus Ruprecht
Pozycja systematyczna według APweb (aktualizowany system APG IV z 2016)
Rodzaj należy do plemienia Empetreae (obok dwóch innych rodzajów: Ceratiola i Corema), podrodziny Ericoideae, rodziny wrzosowatych Ericaceae, która wraz z siostrzaną rodziną Cyrillaceae należą do rzędu wrzosowców, grupy astrowych (asterids) w obrębie dwuliściennych właściwych (eudicots).
Pozycja w systemie Reveala (1993-1999)
Gromada okrytonasienne (Magnoliophyta Cronquist), podgromada Magnoliophytina Frohne & U. Jensen ex Reveal, klasa Rosopsida Batsch, podklasa ukęślowe (Dilleniidae Takht. ex Reveal & Tahkt.), nadrząd Ericanae Takht., rząd wrzosowce (Ericales Dumort.), podrząd Ericineae Burnett, rodzina wrzosowate (Ericaceae Juss.), podrodzina Empetroideae Nutt. ex Sweet, plemię Empetreae Horan., rodzaj bażyna (Empetrum L.).
Podział na gatunki
Podział rodzaju i status taksonomiczny gatunków w jego obrębie jest przedmiotem dyskusji. W szerokim ujęciu gatunków wyróżnia się ich 2 lub 3 zawierających szereg podgatunków, w wąskim ujęciu gatunków w obrębie rodzaju wyróżnia się nawet kilkanaście. 
Z badań genetycznych wynika, że diploid Empetrum nigrum jest grupą bazalną dla wielokrotnie powstających w różnych miejscach tetraploidów, co skutkować ma trudną do segregacji zmiennością genetyczną. Wskazuje się jako niejednoznaczny związek między ploidalnością a dwupiennością lub obupłciowością tych roślin – na biologię rozrodu istotny wpływ mogą bowiem mieć czynniki środowiskowe. Potwierdzać to mają rośliny z kwiatami obupłciowymi o pozostałych cechach właściwych dla podgatunku typowego Empetrum nigrum. W efekcie formy tetraploidalne we Flora of North America nie są uznawane za na tyle odległe, by mogły być traktowane jako odrębne gatunki. Także Flora Europaea kwestionuje znaczenie ploidalności jako wystarczającego uzasadnienia podniesienia taksonów powstałych w wyniku zwielokrotnienia chromosomów do rangi gatunku. Również The Plant List uznaje tetraploidy za podgatunki. W efekcie wyżej wymienione i inne prace taksonomiczne wyróżniają różną liczbę drobnych taksonów w randze podgatunków bażyny czarnej. 
W piśmiennictwie polskim tradycyjnie wyróżnia się raczej jako odrębne gatunki obie formy bażyn występujące w kraju tj. bażynę czarną E. nigrum i obupłciową E. hermaphroditum.
Wykaz gatunków według Plants of the World
- Empetrum atropurpureum Fernald & Wiegand
- Empetrum eamesii Fernald & Wiegand
- Empetrum nigrum L. – bażyna czarna
- Empetrum rubrum Vahl ex Willd.